# Bertram, Iowa
Bertram är en ort i Linn County i Iowa. Vid 2010 års folkräkning hade Bertram 294 invånare.